# Truda
Truda este o formație de power-core din Cluj-Napoca, înființată în 2006. Truda și-a construit reputația de a avea videoclipuri interesante și controversate diferențiindu-se astfel de alte trupe din România.
Trupa a adunat peste o sută de concerte în toată țara, obținând premiul cel mare la festivalul „Aici Severin“ și având totodată ocazia de a deschide concertul celor de la Soulfly.
Truda a participat la ARTmania Festival Sibiu 2013 alături de Monarchy, Interitus Dei, Lacuna Coil și Sonata Arctica.

## Istoric

### Formarea trupei și începuturi (2006 - 2007)
Trupa a luat naștere în 2006 la propunerea lui Fotzey, care împreună cu Don Benassi și Nunu, au început să contureze primele piese.
În 2007 formula trupei devine completă cu Ghiavolu (vocalist) și au loc primele concerte. Tot în același an se lansează primul EP, ”Purcica mea“. 

### Primele albume și recunoașterea comercială (2008 - 2010)
În aprilie 2008 Ghiavolu se retrage și peste câteva zile este înlocuit de Stancu Sebastian, un fost membru al formației Spiritual Ravishment, originar din Oradea.
În 2008, în formula Fotzey (chitară), Sebi (voce), Piciu (chitară), Don Benassi (bas) și Ricco Kave (baterie), se lansează primul album full-length “Taraf Nation“, iar pe lângă 60 de concerte susținute in toată țara, obțin premiul cel mare al festivalului “Aici Severin” și cântă în deschiderea concertului trupei Soulfly. Don Benassi se retrage din trupă și este înlocuit la bas de către Piciu. 
În 2009 Piciu se retrage pentru o perioadă de 6 luni din trupă și este înlocuit de Canibalu. Tot în același an apare EP-ul “Țara pupătorilor de moaște”

### Schimbări de membri șiNyi Foame(2011 - 2012)
În ianuarie 2010 pleacă Canibalul și Sebastian Stancu din trupă, dar trupa se reorganizează (Fotzey - voce, Ricco - baterie, Johann Hentz - chitară bas și SycanDestroy - chitară) și se lansează albumul Agro•Cultura. Trupa se desparte repede de Sycă și acesta pleacă înapoi la trupa “She-Wolf”, fiind înlocuit de Mr. Proper.
În 11 iunie 2011, trupa anunța un comunicat pe pagina lor personala, prin care anunța că Mr. Proper se retrage și este înlocuit de Piciu la chitară. La 01 mai 2011, lansează albumul Nyi Foame care se dovedește a fi cel mai bine vândut album al trupei.
Pe 14 mai 2012, Trupa anunță despărțirea de Johann Hentz, iar 27.11.2012 trupa anunța reîntoarcerea acestuia.

### Hiat (2013-2014)
Pe 21 aprilie 2013, apare un comunicat pe pagina personală a trupei, in care Fotzey anunță retragerea temporară.

### Revenirea pe scenă (2014-prezent)
La 23 iunie 2014, Fotzey anunță întoarcerea trupei pe scenă după un an și jumătate de pauză, trupa avându-l pe el la voce și chitară, pe Ricco la baterie și pe SycanDestroy la bas, precum și lansarea unui nou single, Am Dreptul.. 
În 2015, Truda lansează single-urile Faină-i viața și Fă-te frate cu Dracu.

## Membri

### Membri actuali
- Fotzey (chitară și voce)
- George Voicilā (voce)
- SycanDestroy (chitară bas)
- Sergo (chitara)
- Abel Paduret (tobe)

## Foști membri
- Don Benassi (chitară bas)
- Nunu (baterie)
- Dan Sferle (aka Ghiavolu) (voce)
- Stancu Sebastian (voce)
- Canibalu (chitară bas)
- Mr. Proper (chitară)
- Johann Hentz (chitară bas)
- Ricco Kave (baterie)

## Discografie
- Purcica mea (2007) EP
- Taraf Nation (2008) LP
- Țara pupătorilor de moaște (2009) EP
- Agro-Cultura (2010) LP
- Nyi Foame (2011) LP

#### Single-uri
- Am dreptul (2014)
- Celălalt Obraz (2014)
- Faină-i viața (2015)
- Fă-te frate cu dracu (2015)
- Ce p****a mea-i cu tine române (2016)